# Anas platyrhynchos domesticus
L'anatra domestica (Anas platyrhynchos domesticus)  è un uccello domestico appartenente all'ordine degli Anseriformi e alla famiglia degli Anatidi. Discende principalmente dal germano reale (Anas platyrhynchos). L'anatra muta è una specie di anatide completamente diversa e deriva dalla specie sudamericana Cairina moschata; tutte le razze di anatra domestica vengono definite appartenenti all'anatra comune, per differenziarle dall'anatra muta. L'anatra domestica viene allevata da molti secoli per svariati motivi, per produrre carne, uova, piume, come animale da compagnia, come uccello ornamentale o come richiamo per specie selvatiche. Oggi, per la produzione di carne d'anatra, si utilizzano largamente ibridi sterili tra anatra comune e anatra muta.

## Origini storiche
Secondo fonti storiche pare che l'allevamento dell'anatra abbia avuto origine in Asia, dove questo uccello veniva usato per disinfestare le risaie da insetti e piante nocivi. La domesticazione si rivolse soprattutto al germano reale, che tra tutte le specie selvatiche era la più numerosa e quella che copriva un areale più vasto, che copriva gran parte dell'Eurasia. In Occidente, secondo reperti archeologici, sembra che l'allevamento dell'anatra sia sorto dopo quello dell'oca, all'inizio dell'era volgare in Europa meridionale. In Italia sembra fosse presente già all'epoca dei Romani, anche se non si trattava di un vero e proprio allevamento: i Romani cacciavano le anatre e le mettevano ad ingrassare in voliere per poi sacrificarle.
Il paese considerato il precursore nell'allevamento professionale dell'anatra è indubbiamente la Cina, dove da millenni si è potuto sviluppare grazie alle favorevoli condizioni climatiche e alle colture che predisponevano l'allevamento di un grande numero di uccelli. Le anatre venivano allevate libere sotto l'occhio vigile dei guardiani nelle risaie, dove aiutavano le colture disinfestandole da insetti ed erbe nocivi, ed al tempo stesso crescevano di peso. I cinesi avevano già ideato primitivi sistemi di incubazione artificiale delle uova di pollo e di anatra; questo permise l'espansione del commercio dei volatili.

## Morfologia e differenze rispetto alla forma selvatica
L'anatra domestica può differire parecchio a seconda della razza e, in molti casi, si è decisamente allontanata dal Germano Reale, la sua forma selvatica.
La prima differenza più saliente riguarda le dimensioni ed il peso: se il germano può pesare da 700 gr a 1400 gr, alcune razze domestiche come la aylesbury e la rouen superano facilmente i 4 kg, arrivando così a pesare il doppio del loro progenitore selvatico. Di contro, razze nane come la nana a becco corto arrivano a circa 500 gr, quasi la metà del germano.
Come in tutte le altre specie domestiche di uccelli, altra differenza fondamentale riguarda la colorazione. Sono state create molte varietà di colore, a partire da quella selvatica, che riguardano, oltre al piumaggio, anche il colore di becco, zampe e occhi.
Inoltre, l'anatra ha mutato costumi sessuali rispetto alla sua forma selvatica: ha infatti abbandonato la monogamia tipica degli anseriformi e della maggior parte degli uccelli, adottando la poligamia. A seconda della razza, un maschio può avere un harem che comprende dalle tre alle sette femmine.
Come nel caso del pollo, l'anatra domestica ha una deposizione che supera enormemente quella del germano: la maggior parte delle razze depone più di 100 uova annue ed alcune razze sono state appositamente selezionate per produrre uova; in questo caso, riescono a produrre tra le 200 e le 350 uova all'anno.

## Classificazione delle razze domestiche
L'Entente Européenne classifica le razze di anatre in base al paese d'origine, come per gli altri volatili, ma esistono vari modi di classificazione delle razze.
L'American Poultry Association (APA) distingue quattro classi, in base al peso della razza:
- Classe bantam: Nana Becco Corto, Smeraldo, Australian Spotted, ecc.
- Classe leggera: Campbell, Corritrice Indiana, Welsh Harlequine, Magpie, ecc.
- Classe media: Orpington, Cayuga, Ciuffata, Svedese, ecc.
- Classe pesante: Pechino, Sassonia, Aylesbury, Rouen, ecc.

La British Waterfowl Association riconosce solo tre classi, bantam, leggera e pesante, ma distingue le razze anche in base alle tipologie produttive e attitudinali:
- Razze da esposizione: tutte le Bantam, Olandese del Nord a Becco Curvo, Ciuffata, ecc.
- Razze da uova: Campbell, Corritrice Indiana, Bali, Orpington, Welsh Harlequine, ecc.
- Razze a duplice attitudine (uova e carne): Appleyard, Streicher, Magpie, ecc.
- Razze da carne: Pechino, Sassonia, Aylesbury, ecc.

La germanata veneta è l'unica razza pura di origine italiana ad essere stata riconosciuta.

## Galleria d'immagini

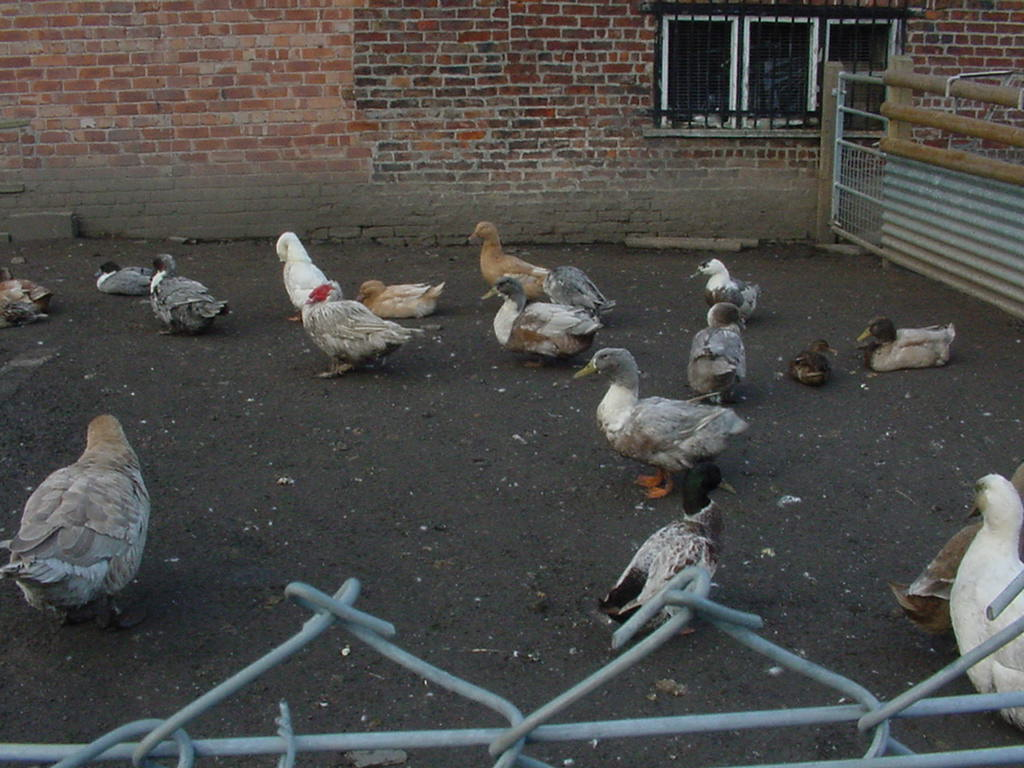
Un gruppo di anatre in un cortile, che comprende anatre comuni, anatre mute e ibridi
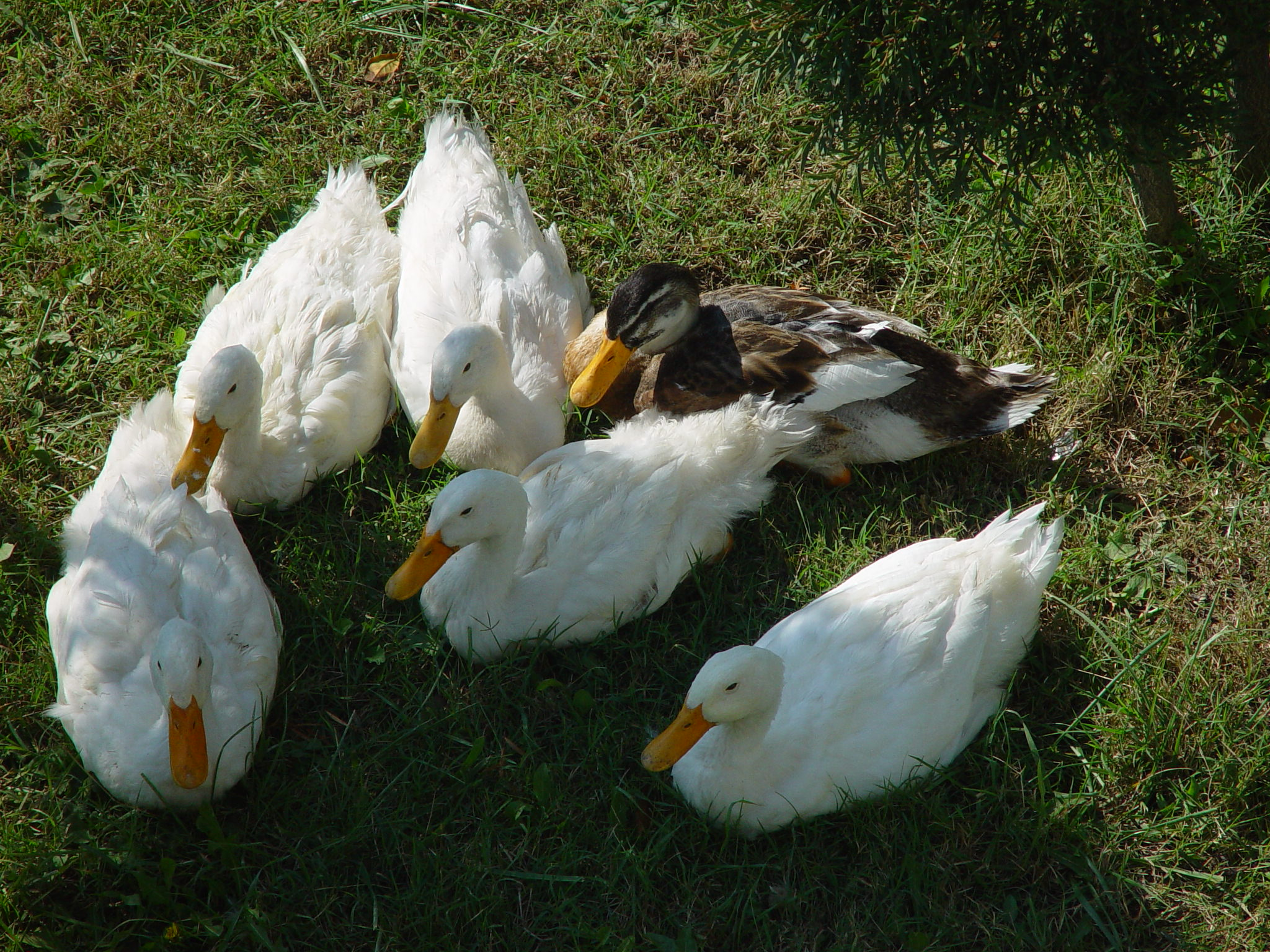
Anatroccoli al riposo all'ombra
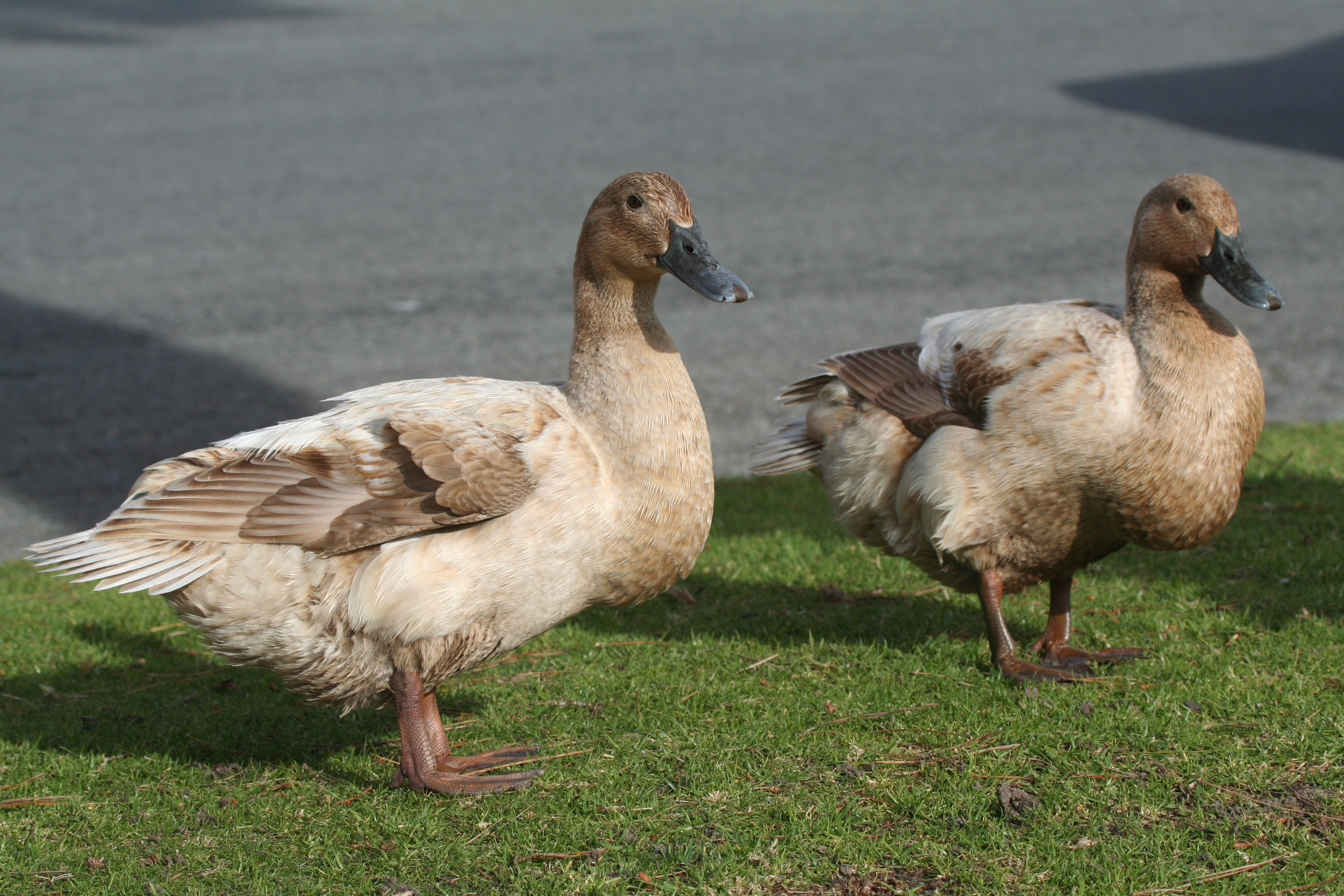
Anatre femmine
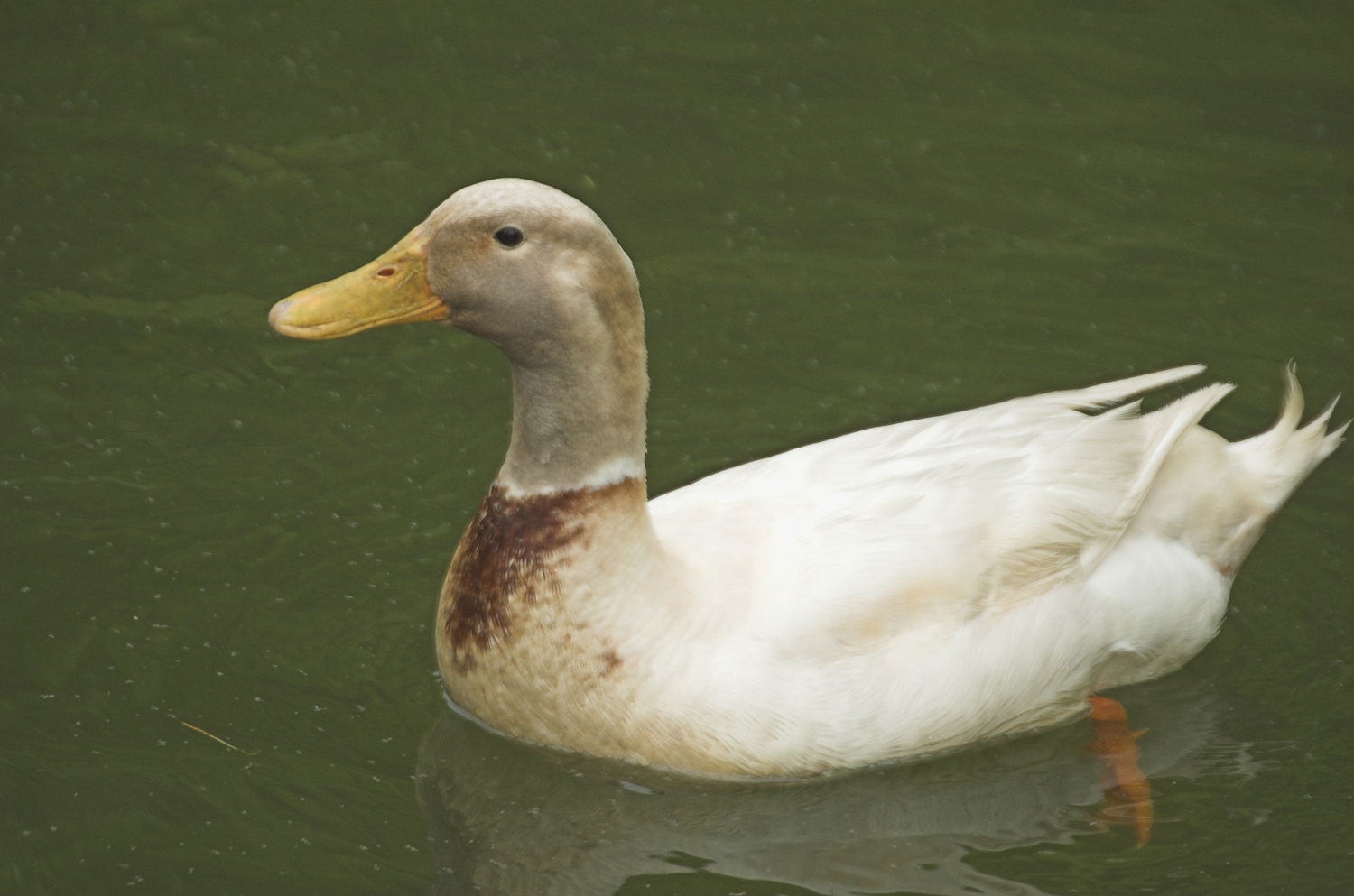
Maschio d'anatra
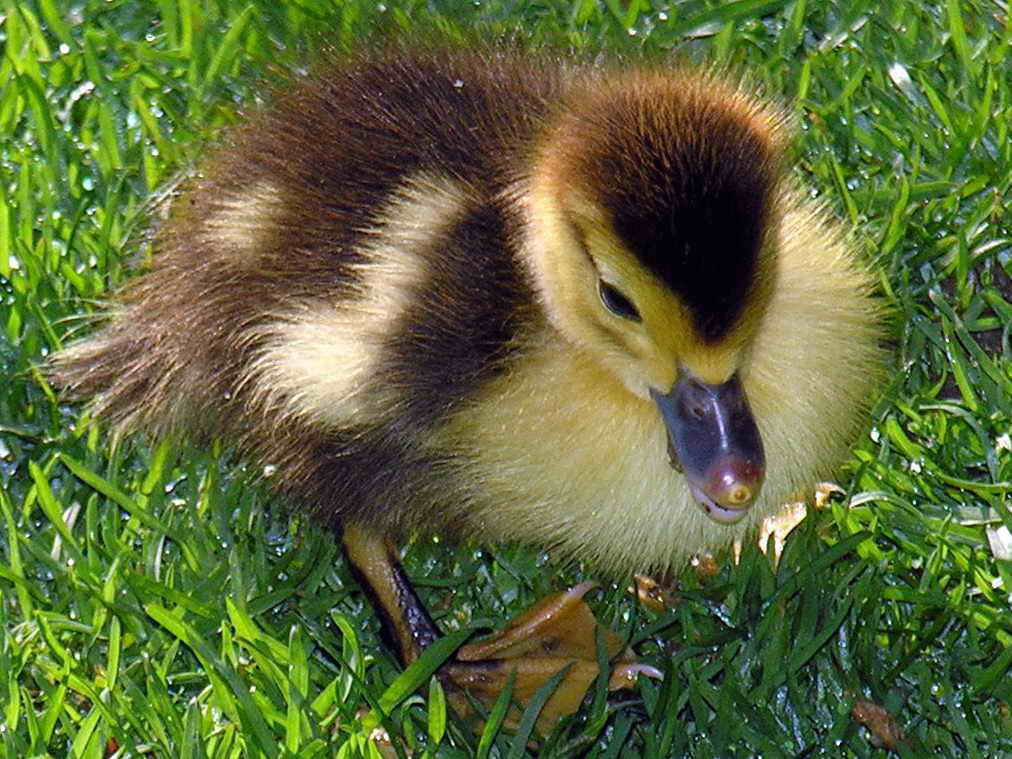
Anatroccolo di pochi giorni
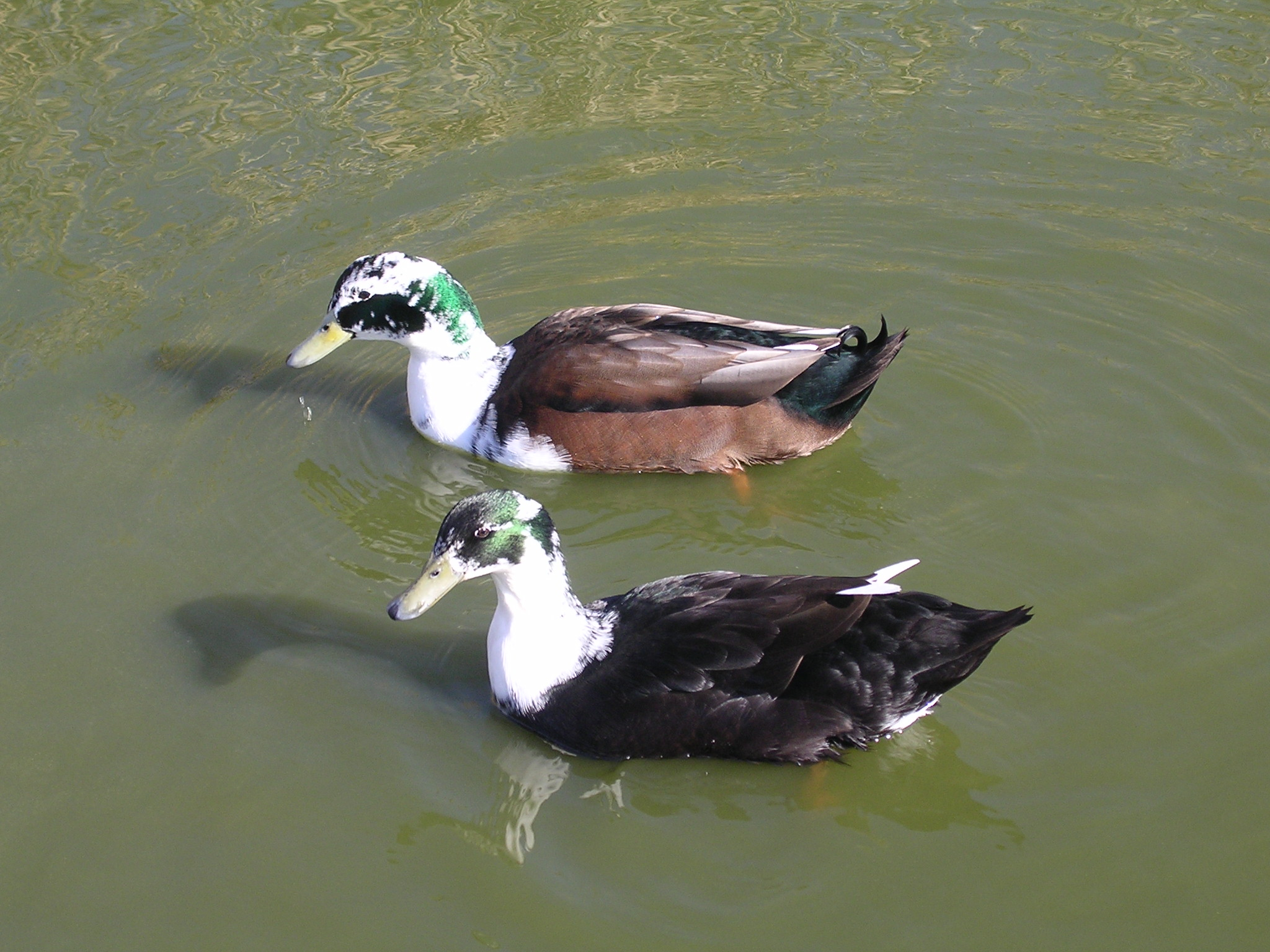
Anatre in uno stagno
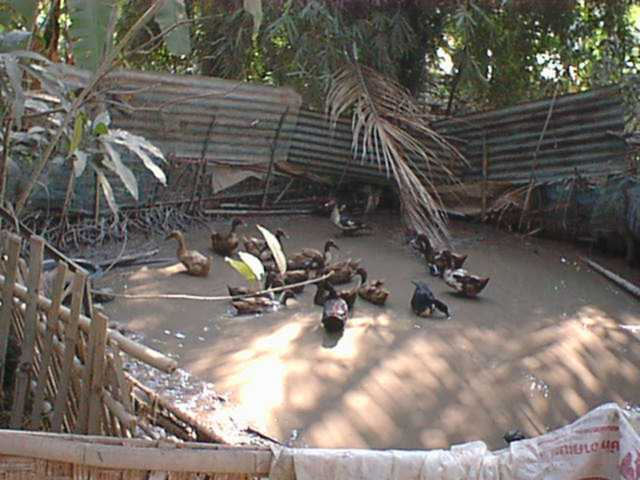
Anatre in una fattoria in Thailandia
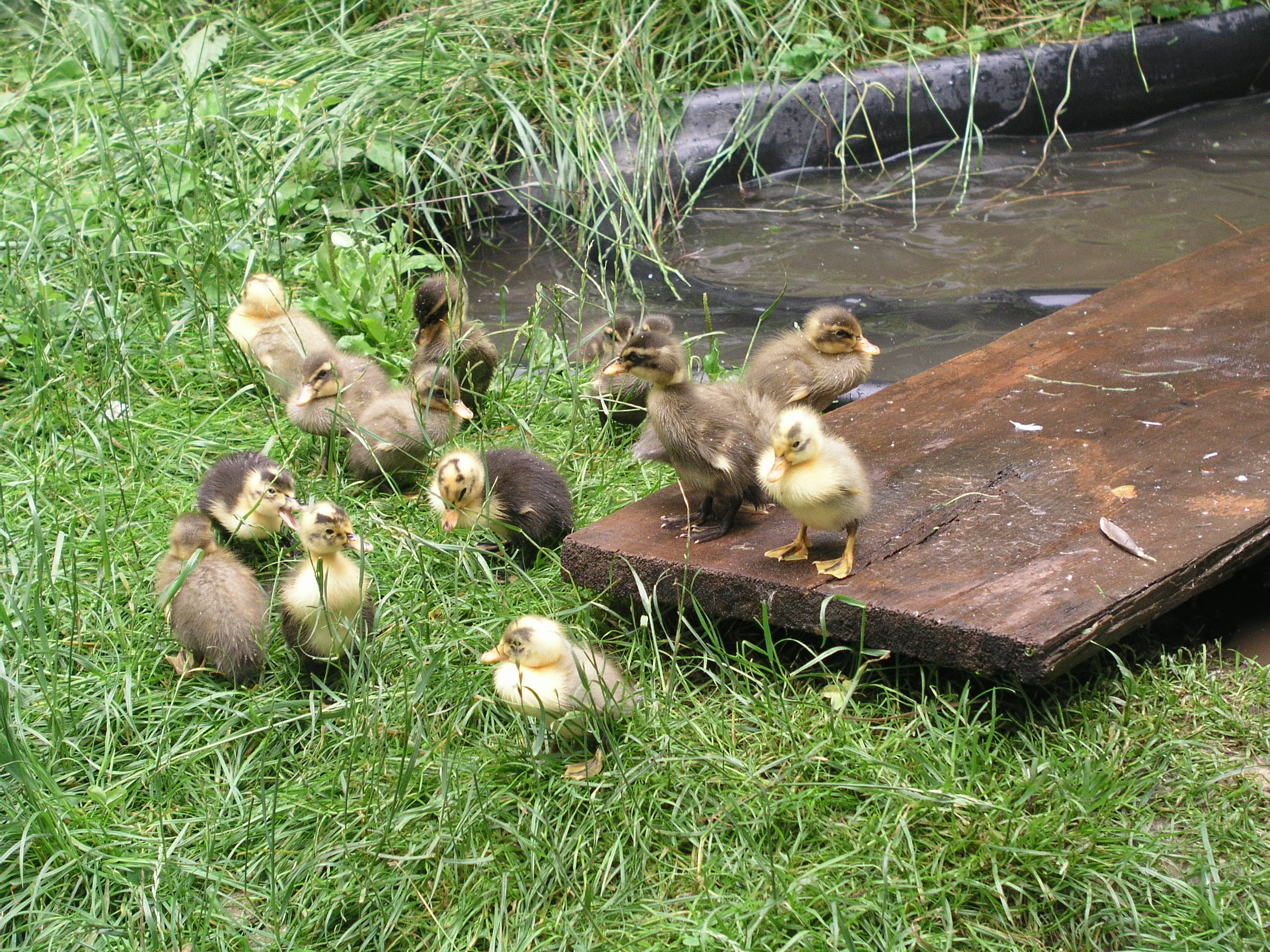
Anatroccoli di Corritrice Indiana sulla riva

## Metodi di allevamento
L'anatra è stata oggetto di allevamento specializzato e industriale, e pur non avendo mai raggiunto le dimensioni acquisite dal mercato del pollo e del tacchino, il suo allevamento ha ottenuto risultati soddisfacenti in molti paesi. La Francia è il paese che più di ogni altro ha raggiunto un alto livello in questo campo, producendo anatre per l'intera Europa. A questo scopo non vengono usate razze pure, ma incroci commerciali derivanti da razze pure particolarmente idonee all'allevamento produttivo, come la Pechino e la Campbell.
Sono stati analizzati vari tipi di allevamento:
- allevamento in clausura: gli anatroccoli sono allevati dalla nascita fino all'età di macellazione o di vendita in fabbricati chiusi, su pavimento che può essere grigliato, di legno, plastificato o su una lettiera fatta di paglia o trucioli di legno;
- allevamento in semi-clausura: gli anatroccoli vengono allevati all'interno di fabbricati senza la possibilità di uscire per le prime settimane di vita; successivamente verranno fatti uscire all'aperto in parchetti esterni, che possono essere ricoperti di tappeto erboso o di paglia a seconda dello spazio a disposizione;
- allevamento all'aperto: dopo il primo periodo di svezzamento al chiuso, gli anatroccoli vengono avviati in recinti all'aperto ed in alcuni casi con la possibilità di accedere ad un ruscello;
- allevamento su stagno: gli anatroccoli vengono avviati su una pulcinaia riscaldata, munita di grigliato e installata in prossimità di un piano d'acqua; col passare del tempo la temperatura all'interno della pulcinaia viene diminuita progressivamente per uguagliarla a quella esterna, in cui verranno allevati gli animali, e le uscite all'aperto vengono consentite per periodi sempre più lunghi; una volta raggiunta l'età adatta, le anatre verranno trasferite definitivamente nello stagno. Questo tipo di allevamento dell'anatra in alcuni Paesi è stato unito con successo a quello del pesce d'acqua dolce.

## Allevamento amatoriale
Le anatre sono allevate anche come animali da compagnia, se poste fin dai primi giorni a stretto contatto con l'uomo. In molti casi vengono allevate come uccelli ornamentali per stagni e giardini, soprattutto le razze selezionate a questo scopo. 
Come negli altri volatili da cortile, oggi le razze pure di anatra sono allevate a scopo amatoriale e di conservazione, per essere esposte nelle mostre avicole dove verranno sottoposte al giudizio di giudici qualificati.